# Venyukovia
Venyukovia (genoemd naar zijn ontdekker, Pavel N. Venyukov) is een geslacht van uitgestorven therapsiden, een basale anomodont uit het Midden-Perm van Rusland. Het type en de enige soort Venyukovia prima, is alleen bekend door een gedeeltelijke onderkaak met tanden. Venyukova wordt in de Engelse literatuur vaak verkeerd gespeld als 'Venjukovia'. Dit komt voort uit een spelfout gemaakt door de Russische paleontoloog Ivan Efremov in 1940, die per abuis de 'y' verving door een 'j', die vervolgens in de therapside literatuur voortgezet werd voordat de fout werd ontdekt en gecorrigeerd. Venyukovia  is het typegenus van de Venyukovioidea, een groep kleine Russische basale anomodonten die ook de nauw verwante Otsheria, Suminia, Parasuminia en Ulemica omvat, hoewel het zelf ook een van de minst bekende is. Net als andere venyukovioïden had het grote uitstekende snijtandachtige tanden aan de voorkant en geen hoektanden, hoewel de overige tanden eenvoudig zijn in vergelijking met sommige andere venyukovioïden (bijvoorbeeld Ulemica, Suminia), maar kunnen lijken op die van Otsheria.

## Ontdekking en naamgeving
Het enige bekende fossiel van Venyukovia werd in 1908 ontdekt door de Russische geoloog Pavel Nikolajevitsj Venyukov, naar wie het later formeel vernoemd zou worden in 1922. Het exemplaar, nu gecatalogiseerd als PIN (Paleontologisch Instituut) 48/1, werd door Venyukov afgezonderd gevonden in een puinhoop van de Kargaly-mijnen van Orenburg. De mijnen hadden in de 18e en 19e eeuw de koperhoudende zandstenen van de zuidelijke Cis-Oeral-bergen gedolven, en dergelijke Russische kopermijnen waren van historisch paleontologisch belang voor de ontdekking van enkele van de eerste, zij het fragmentarische fossielen van therapsiden uit het Perm ter wereld. Ze waren sindsdien echter gesloten tegen de tijd dat Venyukova werd ontdekt, en de precieze mijnlocatie waar het werd verzameld, is onbekend.

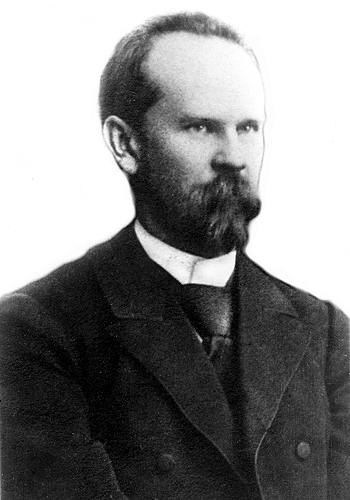
Wenjoekow

Venyukov bracht zijn vondsten naar de Russische paleontoloog Vladimir P. Amalitskii (ook bekend als Amalitzky), en in een postume publicatie van zijn aantekeningen in 1922 werden ze formeel benoemd en kort beschreven als Venyukovia prima. Amalitskii beschreef twee exemplaren, een gedeeltelijke linkeronderkaak met de eerste rechtervoortand eraan vast (PIN 48/1) en een kleiner exemplaar dat hij interpreteerde als de punt van een snuit met tanden, waarvan later werd aangetoond dat het een mandibulaire symphysis was. In deze publicatie werd geen type-exemplaar van Venyukovia prima aangegeven. Dit zou pas in 1983 worden gewijzigd door de Russische paleontoloog Peter Konstantinovich Chudinov, die PIN 48/1 formeel aanwees als het lectotype.
Amalitskii had Venyukovia niet herkend als een niet-zoogdierachtige synapside, en dacht in plaats daarvan dat het een triconodont zoogdier was (vergelijkbaar met de eerste therapside fossielen uit Russische kopermijnen, die aanvankelijk ook werden aangezien voor echte zoogdieren in 1838). De niet-zoogdierachtige aard van Venyukova werd pas zes jaar later, in 1928, erkend door de Amerikaanse paleontoloog George Gaylord Simpson, hoewel hij het alleen beschouwde als 'duidelijk een reptiel'. Venyukovia werd later door Efremov in 1938 correct aangetoond als een therapside, hoewel hij het interpreteerde als een dinocephalide. De echte anomodonte affiniteiten van Venyukovia werden pas in 1942 erkend door de Engelse paleontoloog D.M.S. Watson, die er later de infraorde Venyukovioidea voor zou gebruiken en voor soortgelijke vormen uit Rusland die sindsdien in 1956 waren ontdekt met de Amerikaanse paleontoloog Alfred Romer.
Historisch gezien werden veel meer complete schedels en kaken aan Venyukovia toegewezen vanuit Isheevo, Tatarstan en door Efremov in 1940 benoemd als een tweede soort (Venyukovia invisa). In 1983 synoniemeerde Chudinov Venyukovia invisa met Venyukovia prima, maar in 1996 werden Venyukovia invisa en al zijn materiaal volledig naar hun eigen geslacht Ulemica verplaatst door de Russische paleontoloog Michaïl Ivachnenko. Bijgevolg is veel van wat historisch is geschreven over de morfologie en functionele anatomie van Venyukovia eigenlijk gebaseerd op Ulemica (bijvoorbeeld Barghusen (1976), King (1994)). In hetzelfde artikel gaf Ivakhnenko commentaar op overeenkomsten tussen het type-exemplaar van Venyukovia en Otsheria, waarbij hij benadrukte dat de kaak- en tandanatomie van Venyukovia overeenkomt met wat zou worden verwacht van Otsheria, een venyukovioïde die alleen bekend is van zijn schedel, en heeft ze zelfs als potentiële synoniemen beschouwd. Tegelijkertijd beschouwde Ivakhnenko het toegewezen exemplaar PIN 48/2 ook als meer vergelijkbaar met Ulemica dan met Venyukovia. Zo wordt Venyukovia nu uitsluitend vertegenwoordigd door de onderkaak van het lecotype.

## Beschrijving
Er kan weinig worden gezegd over de algehele anatomie van Venyukova buiten zijn kaken en tanden. De gedeeltelijke kaak zoals bewaard gebleven is tweeënvijftig millimeter lang en achttien millimeter hoog, inclusief de kronen van de tanden. Net als andere venyukovioïden heeft Venyukovia grote liggende incisiforme (snijtandachtige) tanden aan de kaakuiteinden, mogelijk twee aan elke kant, die oppervlakkig lijken op de snijtanden van sommige zoogdieren. Er zijn geen hoektanden en de resterende tien 'wang'-tanden (door Amalitskii geïdentificeerd als kiezen en premolaren) zijn relatief eenvoudig van vorm met puntige, lateraal samengedrukte kronen. Ivakhneno (1996) zag Venyukovia als overeenkomend met Otsheria en identificeerde bij ze een gelijkend 'scheurend' tandapparaat in tegenstelling tot de meer gespecialiseerde kaken van Ulemica. Net als Otsheria zijn de 'wangtanden' bolvormig en ongeveer even breed als lang.
Met name Venyukovia lijkt een lagere dentaire richel, een benige structuur op de onderkaak van de venyukovioïden Ulemica en Suminia en de dicynodonten te missen. Deze richel was een bevestigingspunt voor de krachtige laterale adductor-kaakspier waardoor deze anomodonten konden kauwen, waardoor de onderkaak naar achteren werd getrokken, en de afwezigheid van de laterale dentaire richel bij Venyukova suggereert dat deze spier mogelijk ook ontbrak, waardoor zijn onderkaken beperkt waren tot eenvoudige op-en-neergaande bewegingen.

## Fylogenie
Venyukovia is een lid van de infraorde Venyukovioidea, een clade van basale anomodonten verwant aan dicynodonten. Anomodonten waren een zeer succesvolle groep therapsiden, grotendeels vertegenwoordigd door dicynodonten maar ook door een handvol basale geslachten. Venyukovia was een van de eerste van dergelijke basale anomodonten die werd ontdekt, hoewel het aanvankelijk door Amalitskii werd aangezien voor een vroeg zoogdier vanwege zijn zoogdierachtige gebit. Latere ontdekkingen hebben sindsdien Venyukovia geïdentificeerd als onderdeel van een radiatie van basale anomodonten in Oost-Europa waaraan het de naam gegeven heeft, de Venyukovioidea. Venyukovia is bovendien ook op verschillende manieren toegewezen aan groepen met formele rangen op zowel familieniveau (Venyukaviidae) als subfamilieniveau (Venyukoviinae). Ondanks dat het de naamgever van de groep is, is het onduidelijk hoe Venyukovia verwant is aan andere venyukovioïden en dus kunnen deze subgroepen niet op betrouwbare wijze worden gedefinieerd. Dit is grotendeels te wijten aan de onvolledigheid van Venyukovia zelf, en als zodanig is het niet opgenomen in fylogenetische analyses van basale anomodonten vanwege het lage aantal kenmerken dat ervoor kan worden gescoord.

## Paleo-omgeving
Hoewel gevonden in verschillende individuele mijnen en gemengd in afvalhopen, kan de fossiele flora en fauna van de Kargaly-mijnen worden herkend als een verzameling fossielen. Ze zijn namelijk in verband gebracht met de bekendere Ochre Assemblage Zone in het oosten. De Kargaly-mijnen hebben een breed scala aan tetrapoden, vissen, ongewervelde dieren (inclusief tweekleppigen, conchostraca en insecten) en plantenfossielen geproduceerd, hoewel vanwege hun vaak fragmentarische aard specifieke identificaties onzeker zijn.
Afgezien van Venyukovia, worden andere therapsiden meestal vertegenwoordigd door dinocephaliden, waaronder de dubieuze roofzuchtige anteosauriër Admetophoneus (mogelijk een synoniem van Titanophoneus) en mogelijk Syodon (hoewel het onzeker is dat het bedoelde exemplaar uit deze afzettingen komt), evenals de tapinocephaliden Deuterosaurus jubilaei en Ulemosaurus, hoewel fragmentarische overblijfselen van therocephaliden zijn geïdentificeerd. Andere tetrapoden zijn Chalcosaurus (een lanthanosuchoïde parareptiel), vroege tetrapoden zoals de seymouriamorf Discosauriscus netschajevi en een niet-geïdentificeerde gephyrostegide, terwijl temnospondylen bekend zijn van de archegosauroïde Platyoposaurus.
Talrijke fossielen van een grote verscheidenheid aan planten zijn ook ontdekt in de koperzandsteen van de Kargaly-mijnen. Deze omvatten sporendragende planten zoals lycopoden, paardenstaarten zoals Paracalamites, een Phyllotheca-achtige soort en stammen van de boomachtige Calamites, evenals onbepaalde varens. Zaadvarens worden meestal vertegenwoordigd door Peltaspermacea, waaronder geveerde Permocallipteris en monopinnate Compsopteris-bladbladeren, terwijl de angaropeltacide Phylladoderma zeldzamer is. Ginkgophytes worden vertegenwoordigd door de bladeren Psygmophyllum, Kerpia en Baiera, terwijl coniferen bekend staan door Tylodendron-scheuten, Steirophyllum en Cordaicarpus-zaden.
Vanuit de sedimentologie van de afzettingen is de vindplaats geïnterpreteerd als gelegen nabij de uitlopers van de Paleo-Oeral, met een overvloedige vegetatie die groeit rond energierijke stromen met zware afvoer van de westelijke hellingen van bergen. De bossen werden gedomineerd door coniferen en ginkgophytes, met een ondergroei van varens en zaadvarens en paardenstaarten langs de rivieroevers.